# LIBERTY (加藤ミリヤのアルバム)
『LIBERTY』（リバティ）は、日本のシンガーソングライター・加藤ミリヤの8枚目のオリジナル・アルバム。2016年3月2日にSony Music Records内のレーベルMASTERSIX FOUNDATIONから発売された。

## 概要
オリジナルアルバムとしては『LOVELAND』から2年振りの発売となる。
コンピレーションアルバム『MUSE』以降に発売されたシングル5曲を含む全17曲が収録。5枚目のアルバム『HEAVEN』以来となる、カップリング曲1曲が収録されている。
初回生産限定盤と通常盤の2タイプでの発売で、初回生産限定盤にはミュージック・ビデオとスペシャル映像を収録したDVDが付属し、オリジナル限定ジャケット（初回仕様とは写真の内容が異なる）のトールサイズ用特殊パッケージ及びデジパック仕様、20枚入りポストカード（何も非売品）及びミリヤ直筆メッセージ入りカードが封入されている。
キャッチ・フレーズは『愛も涙も、すべてはLIBERTYのために。』である。
今作は、政府広報『友だちのピンチ、身近なおとなに話そう。』キャンペーンのイメージソング「少年少女」、映画『ピース オブ ケイク』の主題歌「ピースオブケイク -愛を叫ぼう- feat. 峯田和伸」、「ディア ロンリーガール」の10年後を歌った「リップスティック」、ダフト・パンクの楽曲「ONE MORE TIME」を引用したダンスナンバー「FUTURE LOVER -未来恋人-」という4曲のシングル楽曲に加え、☆Taku Takahashi（m-flo, block.fm）プロデュースの「LIBERTY」、坂本龍一「energy flow」の有名なピアノメロディをフィーチャーした「BABYLON」、フリュー株式会社のプリントシール機『FASHIONisM』の楽曲「FASHION」、2015年東京国際フォーラムで開催されたダンス舞台『ASTERISK〜女神の光〜』のテーマソングで総合演出・構成・振付・脚本を手がけた東京ゲゲゲイの牧宗孝とのコラボ曲「女神の光 feat. 牧宗孝（MIKEY from 東京ゲゲゲイ）」、前年開催されたキャリア初のモバイルファンクラブ・ツアー「LOVEHEART PARTY 2015」でファンのためだけに特別に先行歌唱された「H.I.K.A.R.I.」、モデル／ボクサーの高野人母美の入場曲「This is my party」を収録。
本作を引っさげて、同年4月14日より全国ツアー「“DRAMATIC LIBERTY” tour 2016」を26公演開催した。

## 収録曲
- 作詞・作曲・編曲(コーラスアレンジ)：Miliyah (#2#3#11#15#16#17は、除く）

### DISC1:CD (全形態共通)
1. LIBERTY (3:22)
2. FUTURE LOVER -未来恋人- (5:59)
作詞：Miliyah、Thomas Bangalter、Guy-Manuel de Homen-Christo、Anthony Wayne Moore / 作曲：Miliyah、Thomas Bangalter、Guy-Manuel de Homen-Christo
  - 34thシングル表題曲
  - ダフト・パンクが2000年に発表された楽曲「ONE MORE TIME」をサンプリング。
3. Want You Back (4:43)
編曲：Shinichiro Murayama、GAKUSHI、Yuichiro Goto（ストリングスアレンジ）、Miliyah（コーラスアレンジ）
4. うたかたの日々 (4:00)
5. WANNA BE (4:09)
6. This is my party (3:01)
7. MIRROR MIRROR (3:44)
8. 天国のドア (3:56)
9. 少年少女 (4:10)
  - 31stシングル表題曲
10. CLIMAX (5:06)
11. BABYLON (4:09)
作詞： Ryuichi Sakamoto / 作曲：Ryuichi Sakamoto、Miliyah / 編曲：Miliyah（コーラスアレンジ）
  - 坂本龍一が1999年に発表された楽曲「energy flow」をサンプリング。
  - 若干だが、次曲「FASHION」のイントロが繋がっているように加工されている。
12. FASHION (3:08)
  - 31stシングルカップリング曲
13. 女神の光 feat.牧宗孝 (MIKEY from 東京ゲゲゲイ) (3:46)
14. Memories (3:00)
15. ピース オブ ケイク -愛を叫ぼう- feat.峯田和伸 (3:45)
作詞：Miliyah、Kazunobu Mineta / 作曲：Yoshihide Otomo
  - 32ndシングル表題曲
  - 実写版映画『ピース オブ ケイク』主題歌
16. H.I.K.A.R.I. (5:35)
編曲：Tomokazu "T.O.M." Matsuzawa、Miliyah（コーラスアレンジ）
17. リップスティック (5:51)
編曲：Yuichiro Goto（ストリングスアレンジ）、Miliyah（コーラスアレンジ）
  - 33rdシングル表題曲

### DISC2:DVD【初回生産限定盤のみ】
| #         | タイトル                                                         | 作詞      | 作曲・編曲 | 監督 | 時間  |
| --------- | ---------------------------------------------------------------- | --------- | ---------- | ---- | ----- |
| 1.        | 「MILIYAH ALBUM SPECIAL INTERVIEW」                              |           |            |      | 12:14 |
| 2.        | 「少年少女 (Music Video)」                                       |           |            |      | 5:27  |
| 3.        | 「ピース オブ ケイク -愛を叫ぼう- feat. 峯田和伸 (Music Video)」 |           |            |      | 4:32  |
| 4.        | 「リップスティック (Music Video)」                               |           |            |      | 5:50  |
| 5.        | 「FUTURE LOVER -未来恋人- (Music Video)」                        |           |            |      | 6:10  |
| 合計時間: | 合計時間:                                                        | 合計時間: | 34:13      |      |       |